# Indre Brenna
Indre Brenna est un village du nord de la Norvège situé dans la Kommune de Porsanger, dans le Comté de Finnmark.